# Сюй Гоцин
Сюй Гоцин (кит. трад. 徐國清; род. 17 апреля 1958) — китайский дзюдоист, призёр Азиатских игр, чемпионатов Азии и мира, участник двух Олимпиад.

## Карьера
Выступал в тяжёлой (свыше 95 кг) и абсолютной весовых категориях. В 1986 году завоевал серебро летних Азиатских игр в Сеуле. В 1987 году взял бронзу чемпионата мира в Эссене. В 1988 году в Дамаске выиграл две серебряные медали чемпионата Азии в тяжёлой и абсолютной категориях.
На летних Олимпийских играх 1984 года в Лос-Анджелесе занял 5-е место в тяжёлой категории. На следующей Олимпиаде в Сеуле стал 19-м в абсолютной категории.